# Avening
Avening – wieś w Anglii, w hrabstwie Gloucestershire, w dystrykcie Cotswold. Leży 22 km na południe od miasta Gloucester i 143 km na zachód od Londynu.